# Youri Delhommel

a Compétitions nationales et continentales officielles uniquement.

Dernière mise à jour le 5 avril 2025.
Youri Delhommel, né le 6 mars 1996, est un joueur français de rugby à XV évoluant au poste de talonneur à la Section paloise.

## Biographie

### Jeunesse et formation
Youri Delhommel débute le rugby à l'US Ris-Orangis rugby en 2004 avant de rejoindre le centre de formation du RC Massy en 2010,.

### Débuts au RC Massy (2015-2019)
Youri Delhommel fait ses débuts avec l'équipe professionnelle lors de la saison 2015-2016 de Fédérale 1 avec son club formateur. Durant sa première saison, il dispute 3 matchs de championnat.
Lors de la saison 2016-2017 de Fédérale 1, il dispute 14 matchs de championnat et inscrit 3 essais. Il participe à la montée de Massy en Pro D2 à l'issue de la saison.
Lors de la saison 2017-2018 de Pro D2, il dispute 23 matchs, dont 21 en tant que titulaire, et inscrit 6 essais.
Joueur du RC Massy, Youri Delhommel signe un contrat de trois ans avec le MHR lors de l'été 2018, mais reste en prêt pour la saison 2018-2019 dans le club de l'Essonne.
En février 2019, le joueur rejoint prématurément le club montpelliérain pour pallier l'absence de Vincent Giudicelli, opéré et indisponible durant plusieurs mois. Il dispute 11 matchs avec Massy durant la saison 2018-2019.

### Montpellier HR (2019-2021)
Il dispute son premier match de Top 14 le 27 avril 2019, lors de la réception du FC Grenoble rugby (victoire 47 à 12) en tant que remplaçant et entre en jeu à la 61e minute à la place de Bismarck du Plessis, il inscrit son premier essai neuf minutes plus tard. Finalement, il dispute 4 matchs avec Montpellier lors de la saison 2018-2019 et inscrit 3 essais.
En février 2020, il participe avec Montpellier au Supersevens 2020.
Durant la saison 2019-2020, il dispute 9 matchs de Top 14 et inscrit 2 essais. Il dispute également cinq matchs de Coupe d'Europe. Il reçoit le premier carton rouge de sa carrière lors de la 2e journée de Top 14 face à la Section paloise pour un plaquage dangereux sur Antoine Hastoy.
Lors de la saison 2020-2021, il dispute 13 matchs de Top 14 et inscrit 2 essais. Il dispute un match de Coupe d'Europe et un match de Challenge européen.
En 2021, il s'engage avec la Section paloise.

### Section paloise (depuis 2021)
Youri Delhommel dispute son premier match sous les couleurs paloises lors de la deuxième journée de la saison 2021-2022 de Top 14 face au Lyon OU en tant que remplaçant et entre à la 56e minute de jeu à la place de Lucas Rey. Durant la saison, il dispute 17 matchs de championnat et inscrit 2 essais. Il dispute également deux matchs de Challenge européen.
Lors de la saison 2022-2023, il dispute 22 matchs de Top 14 et inscrit 2 essais. Il joue aussi 3 matchs de Challenge Cup. En janvier 2023, il prolonge son contrat dans le Béarn jusqu'en juin 2025.
En janvier 2025, il prolonge son contrat jusqu'en juin 2027.

## Palmarès
- Vainqueur de la Fédérale 1 en 2017 avec le RC Massy.